# Raphaël Liégeois
Pour les articles homonymes, voir Liégeois.
Raphaël Liégeois, né le 8 janvier 1988, est un ingénieur et astronaute belge de l'Agence spatiale européenne. À 36 ans, il devient le troisième astronaute belge de l'histoire.

## Biographie
Raphaël Liégeois est né le 8 janvier 1988 et est originaire de Belgrade (Namur),,. Son père travaille dans le domaine des mathématiques et sa mère dans celui de la médecine.
Raphaël Liégeois effectue ses secondaires à l'athénée royal François Bovesse de Namur. Durant son adolescence, il s'intéresse particulièrement aux mathématiques et à la physique.
Il a la nationalité luxembourgeoise depuis 2018 et a habité à Differdange, alors que ses parents travaillent au Luxembourg.

### Études supérieures et carrière académique
En 2005, il entreprend des études d'ingénierie avec une spécialisation en ingénierie médicale et biomédicale à l'université de Liège,. En 2009, il rejoint l'École centrale Paris dans le cadre d'un échange et en 2010 obtient un master en physique de l'université Paris-Sud. Durant ses études en France, il participe à une campagne de vol parabolique organisée par le CNES pour tester diverses expériences physiques.
À partir de 2011, il entreprend un doctorat en neurosciences à l'université de Liège sous la supervision de Rodolphe Sepulchre et la co-supervision du neurologue Steven Laureys,,. Il participe durant sa thèse à Ma thèse en 180 secondes, concours international de vulgarisation scientifique. Sa thèse porte le développement d'outils d’analyse de données d’imagerie cérébrale.
De 2015 à 2017, il effectue un post-doctorat à l'université nationale de Singapour sur des marqueurs de neuroimagerie des maladies neurodégénératives auprès du professeur Yeo,,. Sa recherche porte sur le développement d'outils d’analyse mathématique pour mieux comprendre le cerveau humain.
En 2018, il intègre l'École polytechnique fédérale de Lausanne dans le cadre de recherches sur des modèles dynamiques de la fonction cérébrale. Il est également chercheur invité à l'université Stanford en 2019,.
À partir de 2021, il enseigne à l'université de Genève et l'École polytechnique fédérale de Lausanne la neuro-ingénierie et les statistiques,. Il y poursuit des recherches sur la dynamique du cerveau et diverses maladies.

### Sélection comme astronaute
Raphaël Liégeois est sélectionné comme astronaute par l'Agence spatiale européenne (ESA) en novembre 2022. Il devient le troisième spationaute belge avec Dirk Frimout et Frank De Winne,. Il volera sous nationalité belge, avec laquelle il a candidaté.
Il est officiellement diplômé astronaute le 22 avril 2024 après une formation de douze mois au centre européen des astronautes de l’ESA situé à Cologne. Le 22 mai 2024, l'ESA annonce que Raphaël Liégeois effectuera sa première mission spatiale de l'automne 2026 au printemps 2027 à bord de l'ISS. Sa préparation à Houston, d'une durée de deux ans, débute fin 2023,. En janvier 2025, l'ESA confirme sa mission. Celle-ci devrait débuter avant la fin 2026.

### Vie privée
Raphaël Liégeois est marié et a deux enfants. En 2017, il revient de Singapour vers la Belgique avec sa femme à vélo, réalisant un périple de 6 000 km,. Ils rencontrent des centaines de poètes (leur aventure porte le nom de « Sur la route des poètes ») et réalisent des interviews, en collaboration avec la chaîne de télévision namuroise Canal C (désormais Bouké Media), dans les langues locales,. Influencé par la poésie, Raphaël Liégeois est amateur de Louis Aragon ou Jacques Brel.
Il est également pilote actif de montgolfière, de ballon à gaz et de planeur. Il est titulaire de licences de plongée et de navigation à voile,.